# 저비스베이 준주

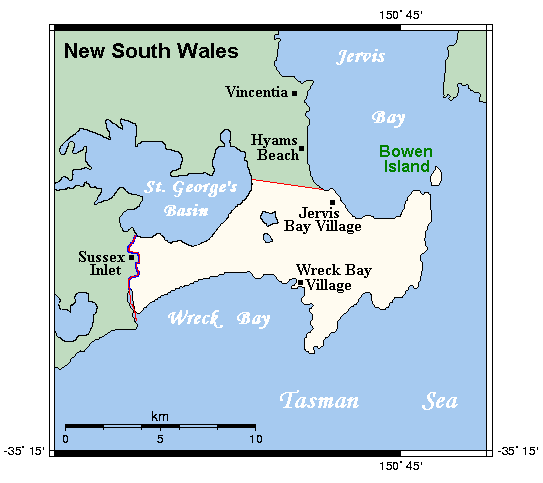
저비스베이 준주 지도

저비스베이 준주(Jervis Bay Territory)는 오스트레일리아의 준주 중 하나이다. 1915년에 연방 정부에서 수도 캔버라의 바다에 대한 접근성을 확보하기 위해 뉴사우스웨일스주로부터 구입했다. 이 곳은 1989년 오스트레일리아 수도 준주가 주 자치 정부를 세우고 국토부 장관에 의한 분리가 이루어질 때까지 수도 준주의 한 부분으로 남아있었다. 하지만, 아직도 이곳은 수도 준주의 하원들의 수도 준주의 선거구인 프레이저 선거구에 포함되어 아직도 수도 준주의 한부분으로 여겨지기도 한다.

## 역사
저비스베이의 이름은 영국 제독 존 저비스, 1대 세인트 빈센트 공작의 이름을 따서 붙여졌다. 어떤 사람들은 저비스를 자비스라고 읽어야 된다고 하지만, 그의 후손들과 거주민의 대부분은 저비스라고 읽는다. 1819년 존 옥슬리가 유럽인으로서는 처음 찾아왔었다.

## 행정

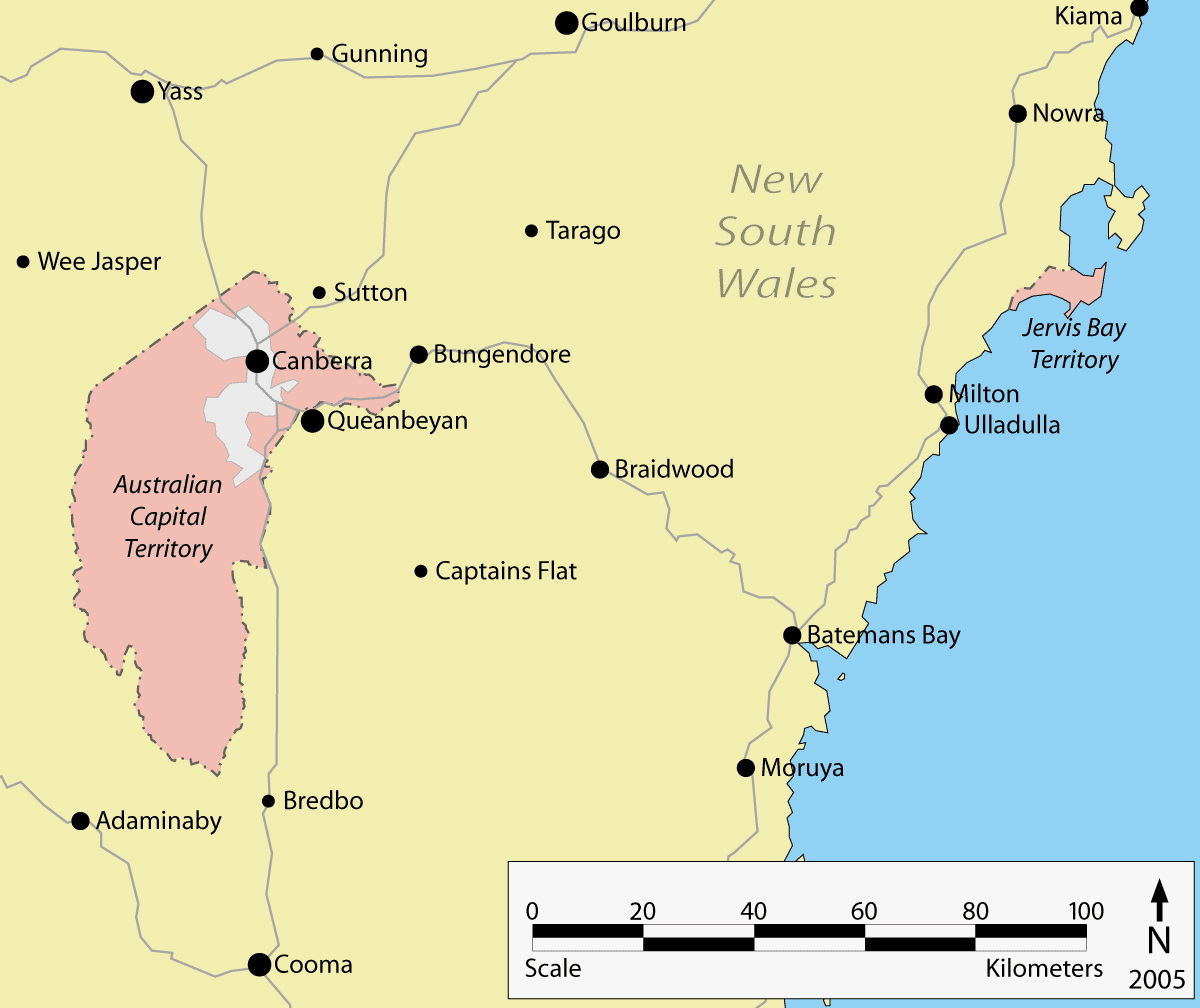
오스트레일리아 수도 준주와 저비스베이 준주의 위치

대략 611명(2001년 인구 통계)이 준주에 살고 있으며, 대부분 왕립 오스트레일리아 해군기지인 HMAS 크레스웰에서 일하며 살고 있다. 준주의 90% 이상의 땅이 오스트레일리아 토착민에 속하며, 부데리 국립공원 안의 렉 베이에 거주지가 있다.
오스트레일리아 수도 준주 정부가 대부분의 문제를 담당하고 있으나, 보통의 사소한 것들이나, 초등학교의 교사, 오스트레일리아 연방 경찰 인력들은 저비스베이 행정부에서 담당하고 있다. 거주민은 수도 준주 법원에 설 수 있으나, 수도 준주 양원 의회에는 저비스베이 준주를 대표해 나올 수는 없다. 저비스베이 준주는 수도 준주의 한 선거구인 프레이저 선거구와 수도 준주의 두 연방 상원 아래에 있다.
방위군 강령 조항 단락 62번에 따라 모든 오스트레일리아 방위군과 군무원은 범법 행위를 한 장소에 관계 없이 저비스베이 준주의 형법을 따른다. 이런 법적인 장치는 방위군이 장소에 관계없이, 국외에서 저지는 위법 행위에 대해서도 1914년 형법 조항(Cth), 1995년 형법 규범 조항(Cth), 오스트레일리아 수도 준주 형법에 적용되게 하게끔이다.
이 행정구역과 가장 가까운 마을은 준주 경계 북쪽 3km에 있는 인구 2,750 명의 빈센티아다.

## 지리

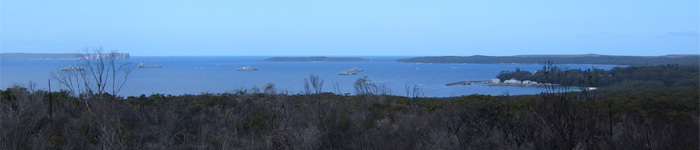
저비스베이에 선착해 있는 왕립 오스트레일리아 해군의 군함들

저비스베이는 남북으로 16km, 동서로는 10km의 동쪽으로 태평양을 마주보는 자연적인 항구이다. 이 항만은 시드니 남쪽 150km, 뉴사우스웨일스주의 남쪽 해안에 위치하고 있다. 가장 가까운 도시는 숄해븐 강이 지나고 있는 나우라로, 준주로부터 40km 근방에 있다. 부데리 국립공원의 바다에서는 잘피로 이루어진 해저 들판, 돌고래를 볼 수 있다.
써던 버웨리 반도 끝인 거버너스 헤드는 처음으로 부데리 국립공원으로 지정됐던 곳으로 도로를 통해 갈 수 있다. (부데리는 원주민 말로 풍요의 만, 풍부한 어장이라는 뜻이다.)
만의 북쪽 해안 비크로프트 반도의 퍼펜디쿨러 곶에는 등대가 있으며, 이 부근 일대는 왕립 오스트레일리아 해군의 함포 사격장으로 쓰이고 있다.
보웬 섬은 51 헥타르의 크기이며, 바다표범과 쇠푸른펭귄의 서식지가 섬 북쪽에 있다. 만 주위에 마을로는 하이암스 비치, 빈센티아, 허스키슨, 쿨버라, 콜랄라 베이, 콜랄라 비치, 묠라가 있다. 저비스베이 남서쪽에 있는 세인트 조지 베이신은 분지에는 커다란 호수와 삼각강이 있다.
부데리 국립공원은 80 헥타르의 면적으로 1951년 맥켄지 호수 근처에서 오스트레일리아 내셔널 보타닉 가든의 냉해 피해에 대한 대비를 위해 지정되었다.

## 거주
저비스베이에는 3개의 작은 마을이 있으며, 우편 번호는 2541로 통일되어 있다.
- 저비스베이 빌리지 (250 명)
- 그린패치 (30 명)
- 레크 베이 빌리지 (215 명)

## HMAS 크레스웰
부데리 국립공원 근처의 HMAS 크레스웰 기지는 오스트레일리아 해군의 아버지인 윌리엄 루크 크레스웰 경의 이름에서 따왔으며, 왕립 오스트레일리아 해군 대학도 있다. 근처의 저비스베이 비행장에서는 칼카라라고 불리는 무인 비행기 (Beech /BAe MQM-107 E)이 해군의 사격 훈련의 표적으로 운용되고 있다.

## 원자력 발전소 부지
저비스 베이의 남동쪽 머레이 비치 근처의 저비스베이 핵 발전소는 1971년 계획이 취소됨에 따라 메워진 이곳은 현재 도로와 머레이 비치의 주차장으로 쓰이고 있다.